# Hypocrita temperata
Hypocrita temperata là một loài bướm đêm thuộc phân họ Arctiinae, họ Erebidae.